# (100423) 1996 GG14
(100423) 1996 GG14 es un asteroide perteneciente al cinturón de asteroides, descubierto el 12 de abril de 1996 por el equipo del Spacewatch desde el Observatorio Nacional de Kitt Peak, Arizona, Estados Unidos.

## Designación y nombre
Designado provisionalmente como 1996 GG14.

## Características orbitales
1996 GG14 está situado a una distancia media del Sol de 2,389 ua, pudiendo alejarse hasta 2,822 ua y acercarse hasta 1,956 ua. Su excentricidad es 0,181 y la inclinación orbital 2,883 grados. Emplea 1348 días en completar una órbita alrededor del Sol.

## Características físicas
La magnitud absoluta de 1996 GG14 es 16,4.